# 2917 Sawyer Hogg
2917 Sawyer Hogg è un asteroide della fascia principale. Scoperto nel 1980, presenta un'orbita caratterizzata da un semiasse maggiore pari a 2,7969300 UA e da un'eccentricità di 0,1110212, inclinata di 12,80519° rispetto all'eclittica.
L'asteroide è dedicato all'astronoma canadese naturalizzata statunitense Helen Sawyer Hogg.